# Xenohormesis
La xenohormesis es una hipótesis científica que postula que ciertas moléculas como los polifenoles vegetales que indican estrés en las plantas pueden tener un efecto de longevidad en los consumidores de estos vegetales (es decir, los mamíferos). Se utilizó por primera vez en el artículo «Small molecules that regulate lifespan: evidence for xenohormesis» de David Sinclair y sus colegas de la Escuela de Medicina de Harvard.
Si las plantas de las que se alimenta un animal están sometidas a estrés, su mayor contenido en polifenoles puede indicar la llegada de una hambruna. Podría ser ventajoso para el animal empezar a reaccionar, es decir, prepararse para los tiempos de escasez que se avecinan. Los efectos que los investigadores han observado en el resveratrol pueden ser precisamente una respuesta de este tipo.